# Jerzy Stefan Stawiński

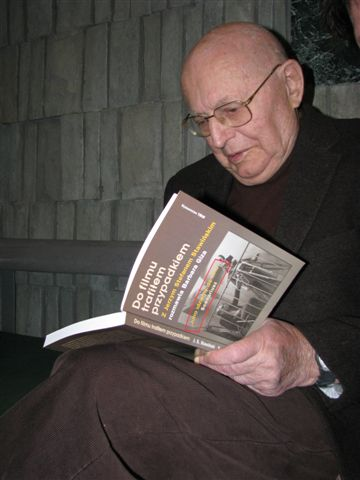
Jerzy Stefan Stawiński – Warszawa, 8 grudnia 2009

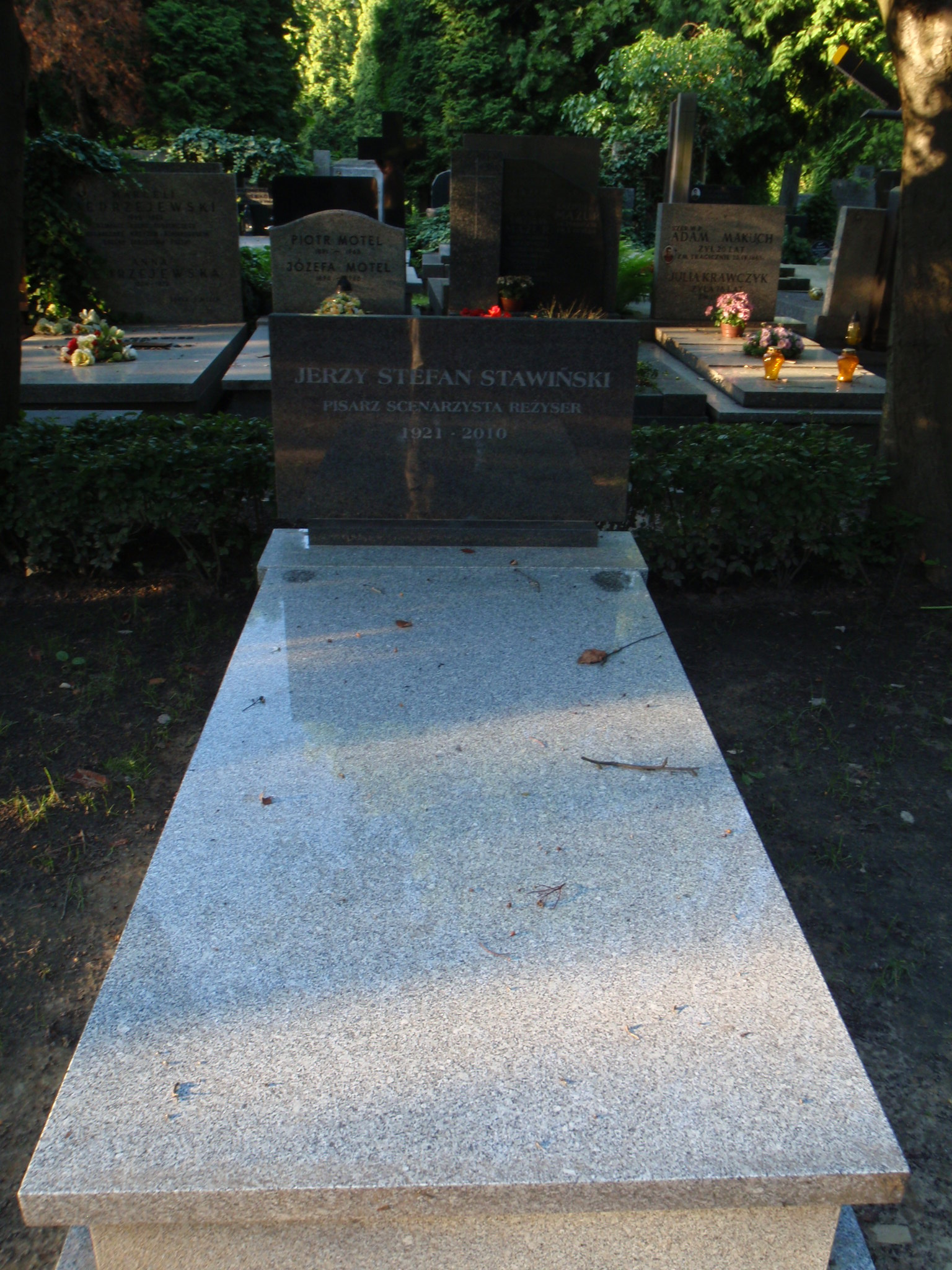
Grób Jerzego Stefana Stawińskiego na cmentarzu Wojskowym na Powązkach

Jerzy Stefan Stawiński (ur. 1 lipca 1921 w Zakręcie, zm. 12 czerwca 2010 w Warszawie) – polski prozaik, scenarzysta i reżyser filmów fabularnych, autor słuchowisk radiowych. Współtwórca największych sukcesów polskiej szkoły filmowej.

## Życiorys

### Dzieciństwo i młodość
Był synem Leona Władysława Biegeleisena (1885–1944) i Stefanii z Kołakowskich.
Dorastał na warszawskim Żoliborzu, gdzie uczęszczał do V Państwowego Liceum i Gimnazjum im. Księcia Józefa Poniatowskiego. W gimnazjum należał do 14. Warszawskiej Drużyny Harcerzy. Maturę zdał w maju 1938. Następnie odbywał służbę wojskową w Szkole Podchorążych Rezerwy Łączności w Zegrzu.

### II wojna światowa i lata powojenne
Walczył w kampanii wrześniowej w plutonie łączności artylerii dywizyjnej 20 Dywizji Piechoty. Brał udział w bitwie pod Zegrzem, następnie walczył na Pradze, w obronie prawobrzeżnej części Warszawy, dowodząc plutonem telefoniarzy.
Podczas okupacji niemieckiej pracował jako urzędnik - inspektor celny w 36 Urzędzie Skarbowym Warszawa-Żoliborz. W marcu 1940 wstąpił do podziemnej organizacji harcerskiej, która później stała się pułkiem AK „Baszta”. Dowodził plutonem, a następnie kompanią łączności o kryptonimie K-4. Posługiwał się pseudonimami Łącki i Lucjan.
Następnie uczestniczył w powstaniu warszawskim jako dowódca kompanii. Był odpowiedzialny za łączność pułku „Baszta”. 27 września ewakuował się kanałami z Mokotowa do Śródmieścia.
Po upadku powstania przebywał w niewoli niemieckiej w Stalagu 344 Lamsdorf (Łambinowice), 19 października 1944 został przeniesiony do Oflagu VII A Murnau. 
Po wyzwoleniu (29 kwietnia 1945) przez wojska Pattona udał się do Anglii, gdzie zgłosił się do Polskich Sił Zbrojnych na Zachodzie. Od 1946 do 1947 służył w 2 Korpusie Polskim we Włoszech pod dowództwem gen. Andersa.
Do Polski powrócił w 1947. Studiował na Wydziale Prawa UW, gdzie w 1952 uzyskał tytuł magistra.

### Pisarz
Dorobek literacki Stawińskiego jest poświęcony głównie tematyce wojennej i okupacyjnej. Oprócz jego sztandarowej powieści Młodego warszawiaka zapiski z urodzin, która doczekała się sześciu wydań, napisał też m.in.: Światło we mgle i Piszczyk.
W latach 1950–1954 pracował w wydawnictwie PIW. Należał do ZLP od 1955 aż do rozwiązania związku w 1983. Był również członkiem Stowarzyszenia Pisarzy Polskich.

### Scenarzysta
Odegrał kluczową rolę w formowaniu się polskiej szkoły filmowej jako jej główny scenarzysta. Nazywano go nawet polskim Zavattinim, porównując do największego scenarzysty filmów włoskiego neorealizmu.
W latach 1957–1965 był kierownikiem literackim Zespołu Filmowego „Kamera”. Na podstawie jego scenariuszy powstały wybitne filmy: Kanał (1957) Andrzeja Wajdy oraz Człowiek na torze (1957), Eroica (1958) i Zezowate szczęście (1960) Andrzeja Munka. Stawiński napisał również scenariusz do Krzyżaków (1960) w reżyserii Aleksandra Forda.
W latach 60. i 70. sam zajął się reżyserowaniem filmów na podstawie swoich scenariuszy. Powstały wtedy m.in. obrazy: Rozwodów nie będzie (1964) i Pingwin (1965). Niektóre filmy współreżyserowała jego żona Helena Amiradżibi-Stawińska, np. Przedświąteczny wieczór (1966) czy Kto wierzy w bociany? (1971).
Od 1972 do 1974 pełnił funkcję kierownika artystycznego w Zespole „Panorama”, a w latach 1977–1981 w Zespole Filmowym „Iluzjon”. Ponadto od 1969 do 1974 przewodniczył Sekcji Autorów Scenariuszy.

### Śmierć
Zmarł w wieku 89 lat w swoim domu na warszawskim Mokotowie, pochowany 23 czerwca 2010 na cmentarzu Wojskowym na Powązkach (kwatera B II 30-Tuje-8).

## Książki
- Herkulesy, Iskry, 1953
- Katarzyna, Państwowy Instytut Wydawniczy, 1955
- Godzina „W”; Węgrzy; Kanał, Państwowy Instytut Wydawniczy, 1956
- Sześć wcieleń Jana Piszczyka, Iskry, 1959
- Pogoń za Adamem, Czytelnik, 1964
- Wieczór przedświąteczny, Czytelnik, 1965
- Kanał. Ucieczka, Czytelnik, 1966
- Godzina szczytu, Czytelnik, 1968
- Nie zawijając do portów, Czytelnik, 1970
- Pamiętnik trzech mórz i jednego oceanu, Czytelnik, 1973, 1976
- I będzie miał dom..., Czytelnik, 1976
- Młodego warszawiaka zapiski z urodzin, Czytelnik, 1977, 1978, 1980, Przedświt, 1990, Aula, 2000
- Notatki scenarzysty, Czytelnik, 1979, 1983
- Kanał i inne opowiadania, Czytelnik, 1981
- 13 dni z życia emeryta, Czytelnik, 1982
- Pasje Franciszka Liszta, Wyd. RTV, 1982
- Opowieści powstańcze, Czytelnik, 1984, Trio, 2004
- Smutnych losów Jana Piszczyka ciąg dalszy, Czytelnik, 1986
- Niekłamane oblicze Jana Piszczyka, Alfa, 1990
- Głupia miłość, Wyd. Warszawskie, 1996
- Pułkownik Kwiatkowski, Biutex, 1996
- Piszczyk, Trio, 1997
- Opowieści satyryczne, Trio, 2000
- Do filmu trafiłem przypadkiem, Trio, 2007

## Scenariusze filmowe
- 2007 Jutro idziemy do kina, reż. Michał Kwieciński
- 1995 Pułkownik Kwiatkowski, reż. Kazimierz Kutz
- 1993 Straszny sen Dzidziusia Górkiewicza, reż. Kazimierz Kutz
- 1988 Obywatel Piszczyk, reż. Andrzej Kotkowski
- 1984 5 dni z życia emeryta, reż. Edward Dziewoński
- 1980
  - Urodziny młodego warszawiaka, reż. Ewa Petelska, Czesław Petelski
  - Bo oszalałem dla niej, reż. Sylwester Chęciński
- 1979
  - Godzina „W”, reż. Janusz Morgenstern
  - Ojciec królowej, reż. Wojciech Solarz
- 1978 Bilet powrotny, reż. Ewa Petelska, Czesław Petelski
- 1977 Akcja pod Arsenałem, reż. Jan Łomnicki
- 1974 Urodziny Matyldy, reż. Jerzy Stefan Stawiński
- - 1973 Godzina szczytu, reż. Jerzy Stefan Stawiński
  - 1973 Wielka miłość Balzaka, reż. Wojciech Solarz
- 1972 Fortuna, reż. Helena Amiradżibi-Stawińska
- 1970
  - Pogoń za Adamem, reż. Jerzy Zarzycki
  - Kto wierzy w bociany?, reż. Jerzy Stefan Stawiński, Helena Amiradżibi-Stawińska
- 1967
  - Zabijaka, reż. Stanisław Lenartowicz
  - Poczmistrz, reż. Stanisław Lenartowicz
- 1966 Przedświąteczny wieczór, reż. Jerzy Stefan Stawiński, Helena Amiradżibi-Stawińska
- 1965 Pingwin, reż. Jerzy Stefan Stawiński
- 1963 Rozwodów nie będzie, reż. Jerzy Stefan Stawiński
- 1962 Miłość dwudziestolatków (L’Amour à vingt ans), reż. Andrzej Wajda, epizod
- 1961 Historia współczesna, reż. Wanda Jakubowska
- 1960
  - Zezowate szczęście, reż. Andrzej Munk
  - Krzyżacy, reż. Aleksander Ford
- 1959 Zamach, reż. Jerzy Passendorfer
- 1958
  - Dezerter, reż. Witold Lesiewicz
  - Eroica, reż. Andrzej Munk
- 1957
  - Kanał, reż. Andrzej Wajda
  - Człowiek na torze, reż. Andrzej Munk

## Ordery i odznaczenia
- Krzyż Komandorski Orderu Odrodzenia Polski (1975)
- Krzyż Oficerski Orderu Odrodzenia Polski (1963)
- Krzyż Kawalerski Orderu Odrodzenia Polski (1959)
- Krzyż Walecznych (1939)
- Brązowy Krzyż Zasługi z Mieczami (1943)
- Warszawski Krzyż Powstańczy[1]
- Złoty Medal „Zasłużony Kulturze Gloria Artis” (2006)[3]
- Odznaka „Zasłużony Działacz Kultury” (1981)
- Medal ZAiKS-u (2009)[6]
- Odznaka Honorowa ZAiKS-u (1978)[6]

## Nagrody i wyróżnienia
- Nagroda Ministra Kultury i Sztuki I stopnia (1977)
- Nagroda Miasta Stołecznego Warszawy (1979)
- Nagroda Złote Grono na XI LLF w Łagowie za twórczy wkład scenopisarski w dorobek polskiej szkoły filmowej (1979)
- Nagroda Specjalna ZAiKS-u (1998)[6]
- Nagroda honorowa Pióro Mistrza za całokształt twórczości na Lecie Filmów w Toruniu (2005)
- Polska Nagroda Filmowa Orzeł za Osiągnięcia Życia (2010)[7]